# دانيال بينيدا
دانيال بينيدا (بالإنجليزية: Daniel Pineda) هو فنان قتال مختلط أمريكي، ولد في 6 أغسطس 1985 في دالاس في الولايات المتحدة.

## وصلات خارجية
- دانيال بينيدا على موقع يو إف سي (الإنجليزية)
- دانيال بينيدا على موقع بيلاتور (الإنجليزية)
- دانيال بينيدا على موقع شيردوغ (الإنجليزية)
- دانيال بينيدا على موقع Tapology.com (الإنجليزية)
- دانيال بينيدا على موقع IMDb (الإنجليزية)